# Claude Godard d'Aucour
Pour les articles homonymes, voir Aucour et Plancy.
Claude Godard, dit d’Aucourt, marquis de Plancy, né le 16 décembre 1716 à Langres et mort le 1er juillet 1795 à Paris, est un écrivain, dramaturge et librettiste français.

## Biographie
Fils d’un marchand drapier de Langres, Godard devient fermier général en 1754, puis receveur général des Finances à Alençon en 1785, mais la culture des lettres occupait tous ses loisirs. La plupart de ses ouvrages sont anonymes.
Il a donné, en collaboration avec Bret et Villaret, au Théâtre-Français, le Quartier d’Hiver, comédie en un acte et en vers libres (1744), et seul au Théâtre-Italien, la Déroute des Paméla (celle de La Chaussée et celle de Boissy, comédie en un acte et en vers (1743), et l’Amour second, comédie en un acte (1745).
N’ayant pas émigré lors de la Révolution de 1789, il réussit à conserver une partie de ses biens non seigneuriaux. Son fils Claude Godard d'Aucourt de Saint-Just était librettiste, comme lui.

## Œuvre
- Lettres du chevalier Danteuil et de mademoiselle de Thélis, sans nom de lieu, 1742, in-12.
- Mémoires turcs, avec l’histoire galante de leur séjour en France, Paris, 1743, 2 vol. in-12, réimprimés sous le titre de Mémoires turcs, ou histoire galante de deux Turcs pendant leur séjour en France, par un auteur turc, Constantinople, 1758, 3 vol. in-18; Amsterdam, 1776, 2 parties en 1 vol. in-12, fig. d’après Jollain, Londres, 1785, 2 vol. in-16; Paris, 1823, 2 vol. in-18.  L’Épitre à Mlle D. T. assura la popularité de l’édition de 1776. Cette célèbre courtisane parisienne, Rosalie Duthé, se montra très flattée de la dédicace, jusqu’à ce qu’on l’eut avertie du persifflage dont elle était l’objet.
- Thémidore ou Mon histoire et celle de ma maitresse, Amsterdam, par la société [i.e. Paris, Laurent Prault], 1744, 2 parties petit in-8°.Rare, ce roman, qui était au fond une satire personnelle, fut très recherché par la police quand il parut.
- Le Berceau de la France, Paris, 1744, in-12.
- Louis XV, poème, [S.l.], 1744, in-12.
- Le Bien-aimé, allégorie, Paris, 1744, in-12.On y trouve la critique des écrits publiés à l’occasion de la convalescence de Louis XV.
- Histoire et Aventures de ***, par lettres, [S.n.], 1744, in-12.
- La Naissance de Clinquant et de sa fille Mérope, conte allégorique et critique, Paris, 1744, in-12.
- Académie militaire, ou les Héros subalternes, par un auteur suivant l’armée, Paris 1745, 6 parties in-12, plusieurs fois réimprimées.
- Gaudriole, conte, La Haye, 1746, petit in-8°.
- La Pariséide, ou Pâris dans les Gaules, Paris, 1773, 2 vol. in-8°.

### Livrets d’opéra
- Zoraïme et Zulnar, 1798.
- Le Calife de Bagdad, 1800.

## Sources
- E. Regnard, La France littéraire, 1769.
- Quérard, La France littéraire.
- Barbier, Dictionnaire des ouvrages anonymes.
- Catalogue de la Bibliothèque de l’Arsenal.
- Catalogue de livres provenant de la bibliothèque de M. de N., Paris, 1856, in-8°, notes des n° 250 et 253.